# Ferdinand Leeke
Ferdinand Leeke, né le 7 avril 1859 à Burg alors dans la province de Saxe et mort le 16 novembre 1937 à Nuremberg en Allemagne, est un peintre allemand, célèbre pour ses illustrations des scènes des opéras de Richard Wagner

## Biographie
Ferdinand Leeke fait ses études à l'académie des beaux-arts de Munich en ayant comme professeurs Johann Caspar Herterich (de) (1843-1905), pour la peinture de genre et historique et Alexander von Wagner (1838-1919), pour la peinture de paysage et folklorique hongroise.
Vers 1889, Siegfried Wagner, le fils du compositeur Richard Wagner, demande à Ferdinand Leeke de peindre une série d'huiles sur toile pour illustrer les livrets des dix opéras de son père, décédé quelques années auparavant.

## Galerie

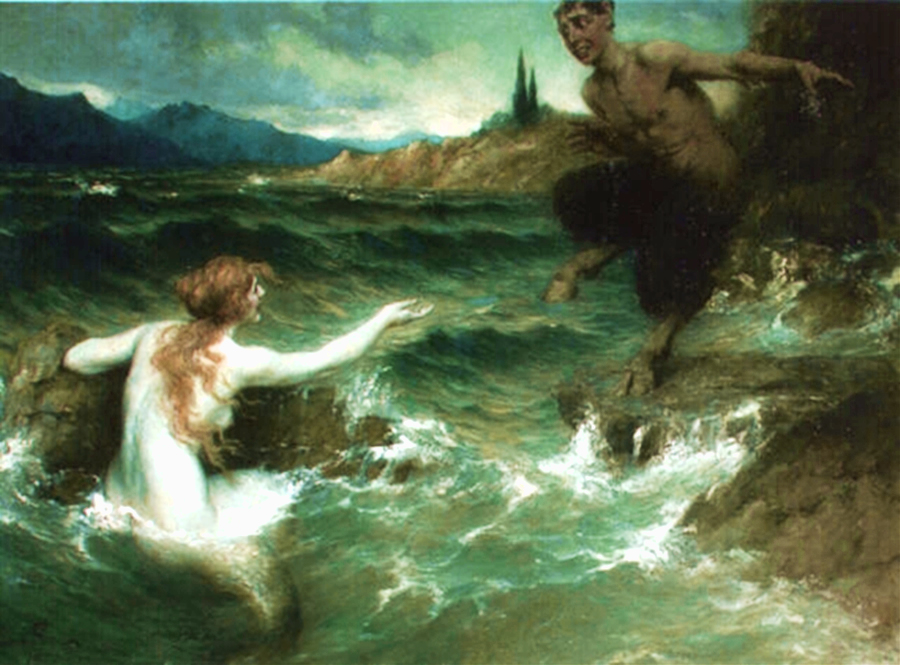
La sirène et le satyre (1917)
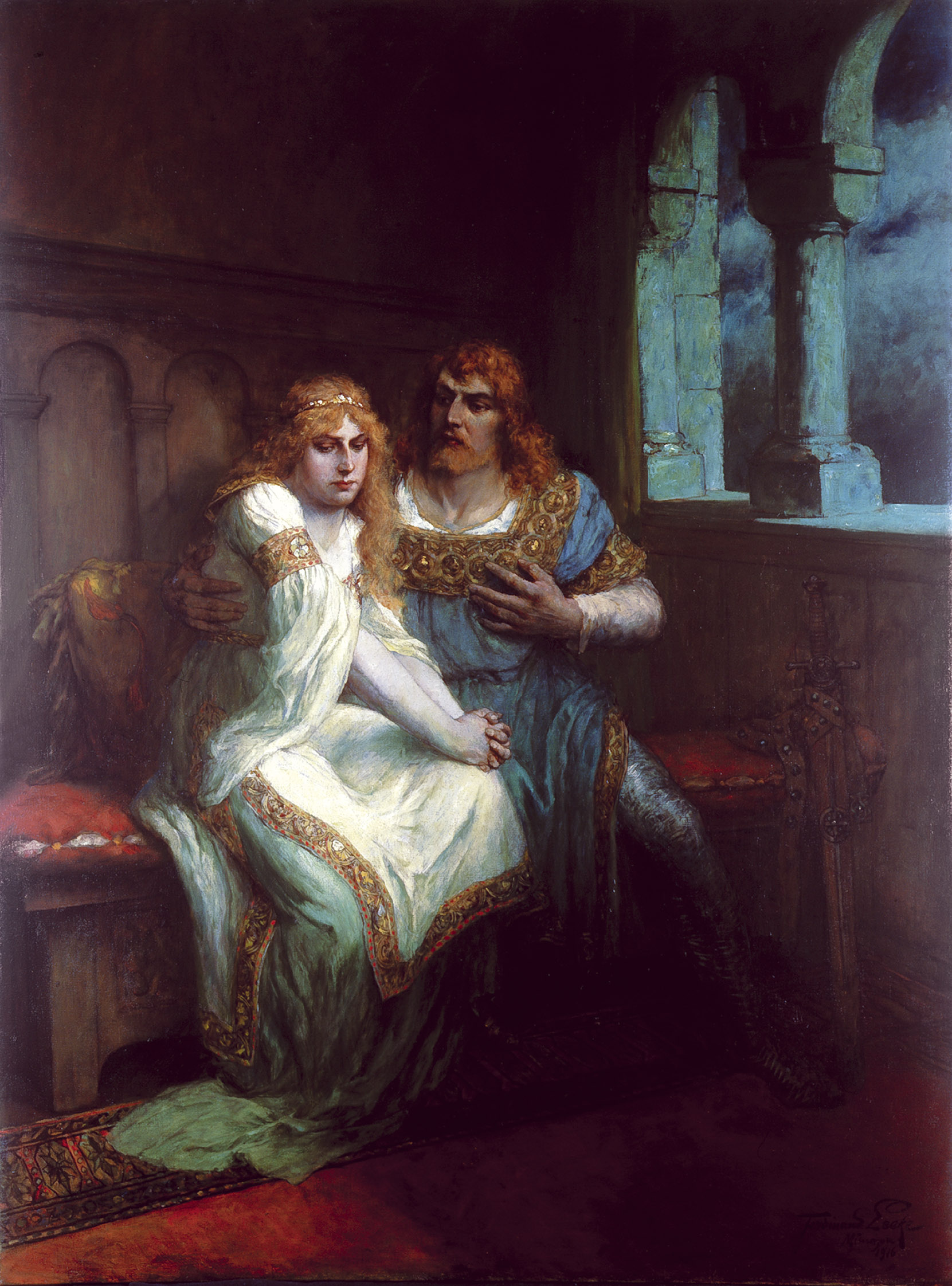
Lohengrin (1916)
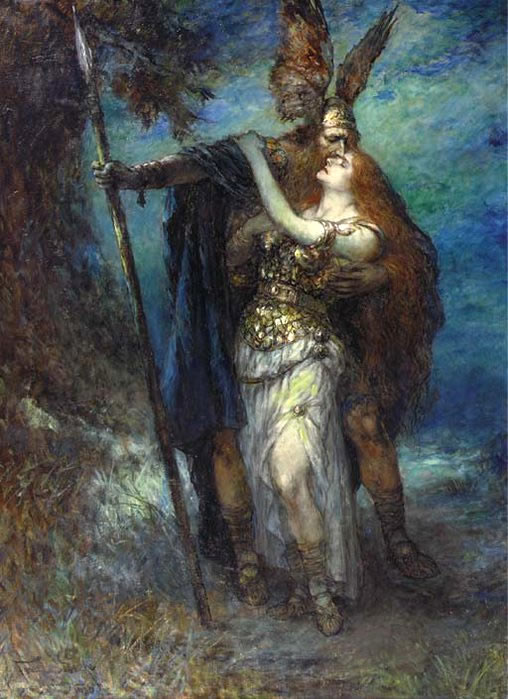
Wotan et Brünnhilde (1930)
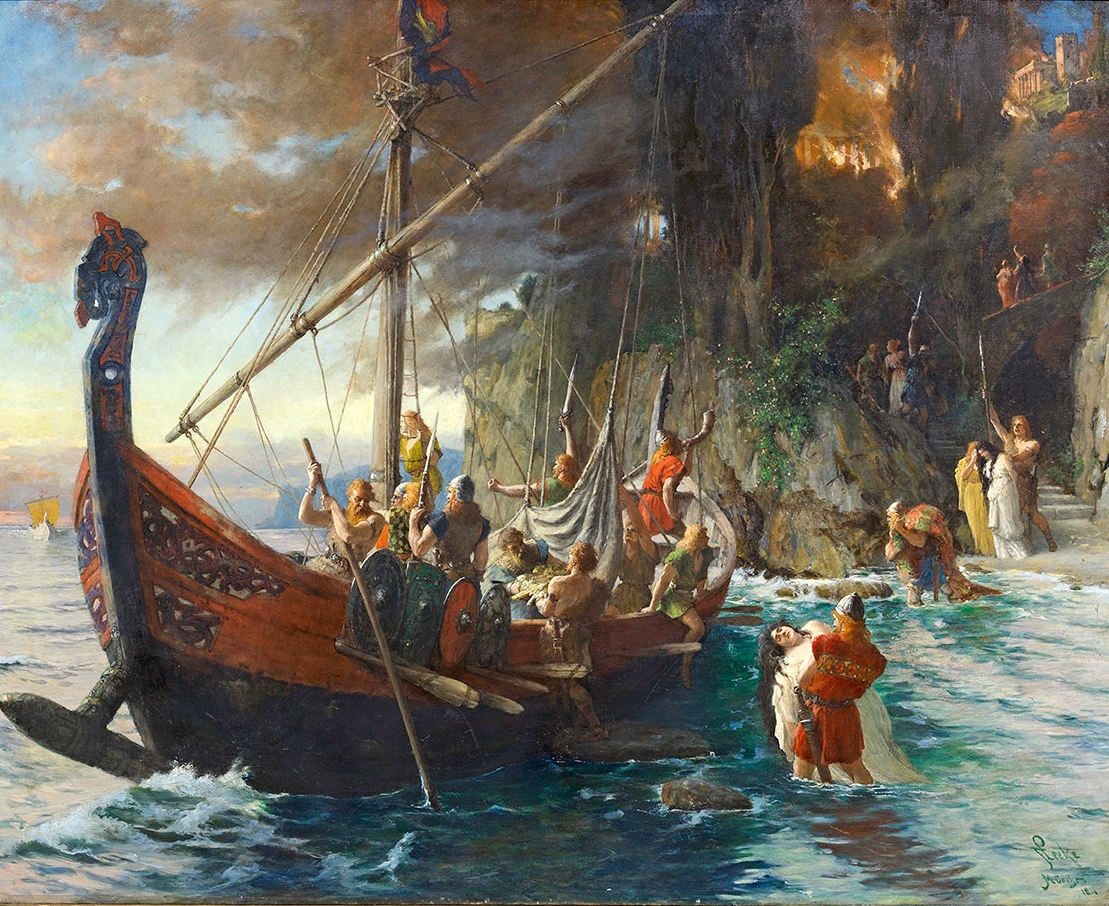
Wikingerüberfall (1906)